# 90712 Wittelsbach
90712 Wittelsbach è un asteroide della fascia principale. Scoperto nel 1990, presenta un'orbita caratterizzata da un semiasse maggiore pari a 2,7595064 UA e da un'eccentricità di 0,2396004, inclinata di 8,78562° rispetto all'eclittica.